# Rotundaria couchiana
Rotundaria couchiana позната још под називом Rio Grande monkeyface, је слатководна шкољка из реда Unionoida и фамилије Unionidae.
Ова врста је 2012. године пребачена из рода Quadrula у род Rotundaria на основу генетског доказа.

## Распрострањење
Ова врста доживела огроман пад броја јединки због уништавања природних станишта у 1800тих. година. Последња жива јединка је виђен у близини града Бракетвил, Тексас 1898 године. Ова врста је вероватно истребљена, иако постоји мала вероватноћа да можда још живи у слабо испитаној регији у сливу реке Рио Гранде.

## Станиште
Станиште врсте су слатководна подручја. 